# Provincie Segovia
Segovia (španělská výslovnost: [se´ɣoβja]) je provincie na severu středního Španělska, na jihu autonomního společenství Kastilie a León. Hraničí s provincií Burgos na severu, Soria na severovýchodě, Guadalajara na východě, Madrid na jihu, Ávila na západě a jihozápadě a Valladolid na severozápadě. Průměrné teploty dosahují od 10 °C do 20 °C.
Počet obyvatel provincie je přibližně 157 tisíc, z nichž kolem 35% žije v hlavním městě Segovia. Z 209 obcí provincie je více než polovina tvořena vesnicemi s méně než 200 obyvateli.
Název Segovia má keltsko-iberský původ, ale existují i názory, že je jeho původ vizigótský. Provinční korporace je tvořena 25 volenými členy. Po posledních volbách je 10 členů ze Španělské socialistické dělnické strany a 15 z Lidové strany.

## Památky
Hlavní město má 800 metrů dlouhý římský akvadukt, v provincii jedinečný (dostal se i do znaku města, později i provincie). Hlavní město bylo prohlášeno světovým dědictvím lidstva roku 1985. Vesnice Sepúlveda, Ayllón, Pedraza, Coca a La Granja de San Ildefonso přitahují řadu turistů. La Granja de San Ildefonso má i národní kulturní památku – královský palác. Dům Antonia Machada leží v Ayllónu.

## Hospodářství
Turistika je jedním z nejdůležitějších odvětví. V červenci 2014 uzavřela provinční vláda smlouvu s firmou Bankia. Bankia přispěla 10 000 EUR na podporu turistického průmyslu. Také zemědělství přispívá významně k HDP provincie. Pšenice, ječmen, žito a rýže jsou nejvýznamnějšími obilninami. V 17. století zaznamenalo zdejší obilnářství úpadek. Významnou aktivitou v kraji je i chov dobytka.

## Znak provincie
Čtvrceno, 1) v červeném zlatý hrad černě spárovaný a s modrými okny, provázený dvěma sb. klíči po stranách (Sepúlveda); 2) ve stříbře přirozená hlava koně s uzdou svých barev (Cuéllar); 3) v modrém zvlněná stříbrná pata se dvěma plovoucími přirozenými pstruhy (Riaza); a 4) v modrém stříbrný džbán se třemi přirozenými liliemi (Santa María la Real de Nieva). Srdeční štítek se znakem města Segovia. (V modrém poli stříbrný městský akvadukt černě zděný, na něm hlava panny svých barev s černými vlasy).
Klenot: otevřená královská koruna.